# Weller (Familienname)
Weller ist ein deutscher Familienname.

## Namensträger

### A
- Albert Weller (1922–1996), deutscher Chemiker
- André-Alexander Weller (* 1968), deutscher Vogelkundler
- Andreas Weller (* 1969), deutscher Sänger (Tenor)
- Anton Friedrich Weller (1902–1970), deutscher Journalist und Schriftsteller, siehe Tüdel Weller

### B
- Beda Weller (1656–1711), deutscher Geistlicher, Abt von Grafschaft
- Birgit Weller (1961–2021), deutsche Industriedesignerin

### C
- Carl Alexis Weller (1828–1898), deutscher Mediziner und Autor
- Charly Weller (1951–2024), deutscher Filmregisseur und Autor
- Chris Weller (* 1957), deutscher Musiker und Komponist
- Clemens Weller (1838–1900), dänischer Fotograf
- Craig Weller (* 1981), kanadischer Eishockeyspieler
- Curt Weller (1895–1955), deutscher Verleger

### D
- David Weller (* 1957), jamaikanischer Radsportler
- Dietrich Weller (* 1947), deutscher Arzt, Schriftsteller und Herausgeber
- Don Weller (1940–2020), britischer Jazzmusiker
- Doris Weller (1952–2013), deutsche Malerin

### E
- Eberhard Weller (1845–1911), deutscher Jurist und Richter
- Eberhard Jodocus Weller (1776–1856), deutscher Richter und Politiker
- Ellen Weller, US-amerikanische Multiinstrumentalistin, Improvisationsmusikern, Musikethnologin, Komponistin und Musikpädagogin
- Emil Weller (1823–1886), deutscher Bibliograf und Verleger
- Ernst Weller (1789–1854), deutscher Bibliothekar und Diplomat

### F
- Felix Weller (* 1995), deutscher Fußballschiedsrichter
- Franz Weller (1901–1994), deutscher Oberst der Bundeswehr
- Fred Weller (* 1966), US-amerikanischer Schauspieler
- Freddy Weller (* 1947), US-amerikanischer Countrymusiker
- Friedrich Weller (Philologe) (1889–1980), deutscher Philologe und Indologe
- Friedrich Weller (Politiker), sudetendeutscher Politiker (SdR)
- Friedrich Weller (Ökologe) (* 1930), deutscher Ökologe
- Fritz von Weller (1848–1928), preußischer Generalleutnant

### G
- George Weller (1907–2002), US-amerikanischer Journalist und Schriftsteller
- Gustav von Weller (1820–1891), preußischer Generalmajor

### H
- Hans Weller (1876–nach 1935), deutscher Bauingenieur
- Hans-Joachim Weller (* 1946), deutscher Fußballspieler
- Heinrich Ludwig Weller (1819–1893), deutscher Kaufmann
- Hermann Weller (1878–1956), deutscher Indologe und Dichter
- Hieronymus Weller (1499–1572), deutscher Theologe und Reformator
- Horst Weller (* 1954), deutscher Chemiker

### I
- Ingo Weller (* 1973), deutscher Betriebswirtschaftler und Hochschullehrer

### J
- Jacob Weller (1602–1664), deutscher Theologe
- Jennifer Weller (* 1987), deutsche Schauspielerin und Model
- Jerry Weller (* 1957), US-amerikanischer Politiker
- Jessica Weller (* 1983), deutsche Politikerin (CDU), MdL
- Jill Weller (* 1986), deutsche Schauspielerin
- Jochen Weller (* 1969), deutscher Astrophysiker und Hochschullehrer
- Johann Christoph Weller (1647–1721), deutscher Bergbau-Unternehmer
- Johann Gottfried Weller (1712–1780), deutscher evangelischer Geistlicher und Historiker
- John Weller (1877–1966), englischer Erfinder und Konstrukteur
- John B. Weller (1812–1875), US-amerikanischer Politiker

### K
- Karl Weller (Diplomat) († 1925), Diplomat
- Karl Weller (Historiker) (1866–1943), deutscher Historiker
- Karl Weller (Politiker) (1885–1964), österreichischer Politiker (VF), Gutsbesitzer und Offizier
- Klaus Weller (* 1954), deutscher Filmemacher, Kameramann, Dramaturg und Dozent

### L
- Lia Weller (* 1976), österreichische Sängerin
- Luman Hamlin Weller (1833–1914), US-amerikanischer Politiker
- Ludwig Weller (1800–1863), deutscher Politiker

### M
- Marc Weller (* 1951), französischer Fußballspieler
- Marc-Philippe Weller (* 1974), deutscher Jurist und Hochschullehrer
- Mark T. Weller (* 1960), britischer Chemiker
- Markus Weller (* 1965), deutscher Kunst- und Antiquitätenhändler
- Martin Weller (Trompeter) (* 1955), deutscher Trompeter
- Martin Weller (Volksmusiker) (* 1958), deutscher Gitarrist und Mundartsänger
- Matthias Weller (* 1971), deutscher Rechtswissenschaftler
- Michael Weller (Autor) (* 1942), US-amerikanischer Dramatiker und Drehbuchautor
- Michael Weller (Mediziner) (* 1962), deutscher Mediziner und Hochschullehrer
- Michael Weller (Kickboxer) (* 1990), deutscher Kickboxer
- Michail Iossifowitsch Weller (* 1948), russischer Schriftsteller

### N
- Natalie Pfau-Weller (* 1987), deutsche Politikerin (CDU), MdL
- Nicolay Weller (* 1966), deutscher Schauspieler und Moderator
- Niklas Weller (* 1993), deutscher Handballspieler
- Norbert Weller (* 1959), deutscher Generalstabsarzt der Bundeswehr

### O
- Otto Weller (1893–1956), deutscher Politiker, MdL Hessen
- Ovington Weller (1862–1947), US-amerikanischer Politiker

### P
- Pawel Lasarewitsch Weller (1903–1941), russischer Übersetzer und Herausgeber
- Paul Weller (* 1958), britischer Sänger, Musiker und Komponist
- Peter Weller (Fotograf) (1868–1940), deutscher Fotograf
- Peter Weller (* 1947), US-amerikanischer Schauspieler

### R
- Reginald Heber Weller (1857–1935), Bischof der Episcopal-Kirche in Amerika
- René Weller (1953–2023), deutscher Boxer
- Ronny Weller (* 1969), deutscher Gewichtheber
- Royal Hurlburt Weller (1881–1929), US-amerikanischer Politiker

### S
- Sam Weller (Schriftsteller) (* 1967), US-amerikanischer Schriftsteller und Journalist
- Sam Weller (Kricketspieler) (* 1997), englischer Kricketspieler
- Sam Weller, Pseudonym von Wilhelm Aletter (1867–1934), deutscher Pianist, Violinist, Komponist, Verleger und Erfinder, siehe Wilhelm Aletter
- Shawn Weller (* 1986), US-amerikanischer Eishockeyspieler
- Siegfried Weller (1928–2019), deutscher Chirurg
- Stéphane Weller (* 1966), französischer Rugby-Union-Spieler
- Stuart Weller (1870–1927), US-amerikanischer Paläontologe und Geologe

### T
- Theodor Leopold Weller (1802–1880), deutscher Maler
- Thomas Weller (Fußballspieler) (* 1980), deutscher Fußballspieler
- Thomas Huckle Weller (1915–2008), US-amerikanischer Bakteriologe
- Tobias Weller (Orgelbauer) († 1666), deutscher Orgelbauer
- Tobias Weller (Historiker) (* 1969), deutscher Historiker
- Tüdel Weller (Anton Friedrich Weller; 1902–1970), deutscher Journalist und Schriftsteller

### U
- Uwe Weller (* 1958), deutscher Fußballspieler

### W
- Walter Weller (1939–2015), österreichischer Violinist und Dirigent
- Wolfgang Weller (Physiker) (1932–2006), deutscher Physiker
- Wolfgang Weller (Kybernetiker) (* 1935), deutscher Ingenieur und Automatisierungstechniker